# Bruno Kartuz
Bruno Kartuz (ur. ok. 1027 w Kolonii, zm. 6 października 1101 w Kalabrii) – niemiecki święty kościoła katolickiego, założyciel zakonu kartuzów.

## Życiorys
Urodził się około 1027 roku w Kolonii. Pochodził najprawdopodobniej z rodziny arystokratycznej i otrzymał staranne wykształcenie. Około 1045 roku udał się do Reims, gdzie rozpoczął studia z zakresu siedmiu sztuk wyzwolonych. Wkrótce potem został mistrzem szkoły, a około 1067 roku arcybiskup Reims Gervais de Château-du-Loir mianował go scholastykiem. Jednocześnie Bruno został rektorem, profesorem i kierownikiem duchowym kleryków. W tamtym czasie toczyły się spory o symonię (Bruno był jej zdecydowanym przeciwnikiem) i uniwersalia (Kartuz skłaniał się ku nominalistom). Największym sporem w jakim brał udział był ten o przeistoczeniu – Bruno stał na stanowisku realnej obecności Chrystusa w Eucharystii, co stało w sprzeczności z poglądami Berengara z Tours. Funkcję profesora w Reims pełnił do 1076 roku. W latach 1055–1076 był także kanonikiem kapituły katedralnej, a w okresie 1075–1077 był jej kanclerzem.
Nie ma wystarczających historycznych dowodów by stwierdzić, że Bruno kiedykolwiek przyjął sakrament święceń. W latach 70. popadł w konflikt z nowym arcybsikupem Reims Manassèsem I, który uzyskał urząd dzięki symonii i protekcji króla Francji Filipa I. Pomimo starań legata papieskiego Hugues’a de Die nie udało się zdjąć z urzędu Manassèsa za symonię, wobec czego Bruno zrezygnował z urzędu kanclerza, opuścił kapitułę i udał się do zamku hrabiego Ebala. Brał udział w dwóch synodach w Autun i Lyonie, gdzie złożono Manassèsa z urzędu.
Około 1083 roku Bruno i jego dwaj towarzysze Radulf i Fulcjusz opuścili zamek i udali się do Molesme. Tam Kartuz zamieszkał w eremie cysterskim Sèche-Fontaine wraz z Piotrem i Lambertem. Rok później Bruno opuścił erem i udał się samotnie do Grenoble, gdzie spotkał biskupa Hugona. W mieście uformowała się siedmioosobowa grupa: Bruno, Landuin, Stefan de Bourg, Stefan de Die, Hugo Kapelan, Andrzej i Guerin, którzy chcieli utworzyć nową wspólnotę. Biskup zaprowadził ich w góry na masyw Chartreuse, gdzie w 1084 roku powstała nowa pustelnia – Wielka Kartuzja. 9 grudnia 1086 roku synod w Grenoble zaabrobował powstanie nowej wspólnoty.
W 1090 roku Bruno otrzymał pismo od Urbana II wzywające go do Rzymu, by służyć papieżowi głosem doradczym. Początkowo kartuzi chceili opuścić pustelnię po odejściu Brunona, lecz w ostatniej chwili zmienili zdanie i pozostali w Grande Chartreuse, a ich nowym priorem został Landuin. Po roku służby papieskiej Bruno poprosił Urbana o zwolnienie i możliwość powrotu do Kartuzji. Urban przyjął jego prośbę, ale poprosił by zgodził się został arcybiskupem Reggio di Calabria. Miejscowy kler zaaprobował kandydaturę Kartuza, ale Bruno odmówił i uzyskał zgodę na powrót do pustelni. Ze względu na sympatię i posłuszeństwo papieżowi, postanowił pozostać w Italii i, dzięki wsparciu władcy Sycylii Rogera I, założył nową kartuzję w Kalabrii. W 1100 roku do Kalabrii przybył jeden z pierwszych towarzyszy Bruna, Ladnuin i przekazał mu informacje o dobrym stanie Wielkiej Kartuzji. W drodze powrotnej Landuin został pochwycony przez zwolenników antypapieża Klemensa III i zmarł we wrześniu 1100 roku. Wiadomość ta była szokiem dla Brunona i sprawiła że podupadł na zdrowiu. Zmarł 6 października 1100 roku i został pochowany w kartuzji kalabryjskiej. W 1193 roku jego szczątki zostały przeniesione do opactwa św. Stefana.

## Kult i ikonografia
W 1514 roku Leon X zezwolił na oddawanie czci Brunonowi w obrębie zakonu kartuzów, a w 1623 roku Grzegorz XV rozszerzył jego kult na Kościół powszechny.
Św. Bruno przedstawiany jest w białym habicie z czaszką w dłoniach, również kontemplujący z książką i krzyżem, globusem, mitrą bądź pastorałem.
Patronuje kartuzom, a wspomnienie liturgiczne w Kościele katolickim obchodzone jest 6 października.
W Polsce działa również wspólnota modlitewna o charyzmacie kartuzjańskim o nazwie Polska Fraternia św. Brunona. Posiada ona oficjalną aprobatę Generała Zakonu Kartuzów. Zespół gotyckich obrazów ze scenami z żywota św. Brunona znajdował się w krużgankach kartuzji kolońskiej (obecnie w zbiorach paryskich).